# Олану (комуна)
Олану (рум. Olanu) — комуна у повіті Вилча в Румунії. До складу комуни входять такі села (дані про населення за 2002 рік):
- Дреджою (655 осіб)
- Каса-Веке (816 осіб)
- Ніколешть (126 осіб)
- Олану (615 осіб)
- Стойкенешть (358 осіб)
- Чобоць (832 особи)

Комуна розташована на відстані 150 км на захід від Бухареста, 27 км на південь від Римніку-Вилчі, 71 км на північний схід від Крайови, 135 км на південний захід від Брашова.

## Населення
За даними перепису населення 2002 року у комуні проживали 3402 особи.
Національний склад населення комуни:
| Національність | Кількість осіб | Відсоток |
| -------------- | -------------- | -------- |
| румуни         | 3399           | 99,9%    |
| угорці         | 2              | 0,1%     |
| українці       | 1              | < 0,1%   |

Рідною мовою назвали:
| Мова      | Кількість осіб | Відсоток |
| --------- | -------------- | -------- |
| румунська | 3399           | 99,9%    |
| угорська  | 2              | 0,1%     |
| російська | 1              | < 0,1%   |

Склад населення комуни за віросповіданням:
| Релігія       | Кількість осіб | Відсоток |
| ------------- | -------------- | -------- |
| православні   | 3398           | 99,9%    |
| римо-католики | 2              | 0,1%     |
| п'ятдесятники | 2              | 0,1%     |